# 拟特须虫
拟特须虫（学名：Paralacydonia paradoxa）为特须虫科拟特须虫属的动物。分布于地中海、南非沿岸、北美大西洋沿岸、西太平洋、太平洋两岸、印度、印度尼西亚、新西兰，包括渤海、黄海、东海、南海等海域。